# ریکی بارنز
ریکی بارنز (به انگلیسی: Rikki Barnes) یک شخصیت تخیلی و ابرقهرمانانه در کتاب‌های کامیک می‌باشد. این کاراکتر به دست جف لوئب و راب لایفلد خلق شده و در کاپیتان آمریکا سری دوم شماره اول (نوامبر ۱۹۹۶) معرفی شد.